# Telefongyár
Neuhold János, volt mérnökkari katonatiszt Budapesten, a VIII. kerületi Stáció (ma Baross) utca 22. szám alatti híradástechnikai üzemét bejegyezteti a budapesti cégbíróságnál. Gyárából fejlődött ki a Telefongyár.

## Gyártörténet

### A kezdetek
A kezdetekben vasúti távírógépek javításával foglalkozik. Rövidesen a Morse rendszerű távírógépek gyártására is berendezkedik. 1879 a Dohány utca 80. szám alatti telken 150 munkást foglalkoztató gyárat épít. 1883 Magyarországon elsőként – megkezdi a vasútbiztosító berendezések gyártását. 1885 a Dohány utcai telepet is kinőtte a vállalat, a VII. kerületi Damjanich utca 21. szám alatt nagyobb szabású gyártelepet rendez be. Főként a vasútbiztosító berendezések gyártása tette szükségessé. A cég neve ekkor már Vasúti szerelvény és elektrotecnikai gépgyár. 1891 kénytelen a céget részvénytársasággá átalakítani, a Budapesti Bankegyesülettel, Neuhold többségi tulajdonával. A cég neve Neuhold Vasúti Szerelvények és Elektrotechnikai Gépgyár Rt. Neuhold az ügyvezető igazgató. 1894 az üzleti eredmények évről évre romlottak, a külföldi tőke bevonása sem hozta meg a fellendülést. A magyar-belga cég vezetéséről Neuhold lemond, és a cégből végleg kiválik – ezzel gyakorlatilag a részvénytársaság megszűnik. 1894 Neuhold új vállalatot alapít a VI. kerület Aréna út 16 alatt, Neuhold és Társa Vasútfelszerelési és Villamossági Gépgyár név alatt, ez egy közkereseti társaság. A két társtag közül az egyik Neuhold János fia, Neuhold Géza. A cég fő profilja nem változik. 1895 a VIII. kerületi Szilágyi utca 3. szám alatt bérel nagyobb gyárcsarnokot, ahol ismét száznál több munkást tud foglalkoztatni. 1900 a hannoveri Berliner telefonvállalat Neuhold gyárát vezérképviseletté szervezi át. 1901 a gyár alkalmazásába lép Neuhold János másik fia, Neuhold Kornél, aki gépészmérnöki tanulmányait szakítja félbe apja kívánságára.
Az államvasutak vezérigazgatósága elhatározza, hogy régi, galvánáramú harangjelző berendezéseit távbeszélésre is alkalmas váltóáramú berendezésekre cseréli ki, s a munkával a hannoveri vállalat budapesti vezérképviseletét bízza meg, ismét bővíteni kell a céget, ezért Neuhold  felmondja a telep bérletét és megvásárolja a Magyar Mechanikai Kefegyár Rt. Gizella út 51. szám alatti gyártelepét. Hannoverben, a hannoveri Telefongyár felügyelő bizottsági ülésén rosszul lett és meghalt Neuhold János. Gyermekeire csak tetemes adósságokat hagyott.
A hannoveri vállalat Neuhold Kornélra bízza a Telefongyár ügyvezetését. A moszkvai Gantart et Co. cégtől, és a MÁV-tól nagyobb megrendeléseket kapnak. A feladatok várható megnövekedésének elébe menve Székely Izsó (Imre) mérnökkel megalakítja közkereseti társaságát Székely I. és Társa cégnéven. A társaság célját vasútbiztosító berendezések tervezésében és értékesítésében jelölik meg.
Bár a Telefongyár a telefónia terén is egyre versenyképesebbé válik, az Egyesült Izzó monopolhelyzete miatt még kevés állami megrendelést kap. Eközben a Gizella úti gyártelepen korszerűsítési és építési munkák folynak. 1911 a versenyképesség és fejlődőképesség biztosítása miatt megszüntetik a hannoveri cég budapesti vezérképviseletét és egyben megalakítják az előző cég jogutódaként, önálló magyar vállalatként a Telefongyár Rt.-t. (a közkereseti társaság beolvad) A vállalat ügyvezetői: Neuhold Kornél és Székely Imre.
Az első világháború kitörését közvetlenül megelőzően a Telefongyár Rt. gyártmánylistáján távirda-, telefonkészülékek, házi és városi telefonközpontok, galvánelemek, Leclanché zacskós elemek, tűzjelző és pénztárbiztosító berendezések, vasúti harangjelzők, villamos blokk-készülékek, mechanikai és villamos előjelzők, szemaforok, vágányzáró sorompók, váltózárak, keresztezések és elágazások biztosítása, teljes állomási biztosító berendezések, elektropneumatikus vasúti biztosító berendezések szerepelnek.

### A háború kitörése után
A vállalat vezetése munkanélküliségtől, s az üzem bezárásától tart. A Monarchiának a háborús gazdaságra történő átállása lehetővé teszi a Telefongyárnak, a haditermelésbe történő bekapcsolódását. Kis beruházással sikerül a hadsereg részére történő termékekre való átállás. A haditermelésben ágyúlövedékeket, gyújtószerkezeteket, gyújtócsavarokat, hótalpakat, bakancsszegeket készítenek. 1915: az ügyvezető igazgatók kérelmére a Hadügyminisztérium katonai parancsnokság alá helyezi az üzemet. 1915-1916: a hadianyaggyártásban fokozódik a gyár részvétele, közben a hagyományos termékek gyártása igen visszafogottan zajlik. A termelésben egyre több nőt és hadifoglyot alkalmaznak. 1916-1917 megkezdődik a repülőgép elhárító irányzék és világító célgömb gyártása – melyből több, a tengelyhatalmakhoz tartozó országba is szállítanak. 1917: Klera néven a gyár megépíti az első audio kommunikációt lehetővé tevő katonai rádiókat, melyeket először az olasz fronton használnak. 1918 az őszirózsás forradalom után a gyárban megszűnik a hadianyag-termelés. Az orosz hadifoglyok ezzel egyidőben visszanyerik szabadságukat.
1919-ben, a Tanácsköztársaság kikiáltása után az üzemet szocializálják, élére termelési biztost neveznek ki. Bénító anyaghiány miatt azonban a termelés csak erősen csökkentett ütemben történik. 1919. július 7. Mihály Dénes – a gyár laboratóriumában kikísérletezett készülékét, a Telehort bemutatja a nyilvánosságnak. A készülék több kilométer távolságra képeket tud közvetíteni. 1923 a nagy konkurens, az Egyesült Izzó vezérigazgatója, Aschner Lipót megkísérli a gyár részvénytöbbségét megszerezni. 1925: további részvényeket szerez meg az Izzó, de a vásárlás meghaladja a cég pénzügyi erejét, így kölcsönt kell felvennie. Az Egyesült Izzó vasútbiztosító berendezéseket gyártó osztálya a Telefongyárba kerül.
Mihály Dénes a Magyar Mérnök és Építész Egyletben ismertette a tökéletesített telehor rendszerét. Bár a Telefongyár 1918-ban megszerezte a szabadalmat a feltalálótól, a szabadalmi díjat nem fizeti be, ezért az német kézbe kerül. Az amerikai érdekeltségű Standard Villamossági Rt. vásárolja fel a Telefongyár részvénytöbbségét. 1933: 33 évi munka után Neuhold Kornél, a cég vezérigazgatója nyugállományba vonul. 1937 vége megkezdődhet a keskenyfilm mozigépek gyártása. 1938: a meghirdetett fegyverkezési program nagyobb lehetőségeket kínál a gyárnak. A Honvédelmi Minisztérium azonban – nagyobb megrendeléseit azonban attól teszi függővé, hogy a cégvezetés megszabadul-e Székely Imre és Halász Béla vezérigazgatóktól. A főrészvényes – az első zsidó törvény alapján – távozásra kényszeríti többek között dr. Székely Imre vezérigazgatót, aki október 11-én állásáról lemond és nyugdíjazását kéri. A cég a közelgő hadimegrendelések reményében beszünteti a civil termékek gyártását. 1938. december 14. az igazgatóság vitéz Kelenfy Károly nyugalmazott  ezredest ügyvezető igazgatónak alkalmazza.
1939: a gyár bekapcsolódik a hadianyaggyártásba, hadiüzemmé válik. 1940 a háborús konjunktúra hatására az üzleti forgalom csúcseredményt ér el. A főrészvényes képviselője, Budapesten járva elrendeli, hogy a régi helyén új irodaházat építsenek. Az új épületbe 1941: márciusában költöznek be. Az USA hadba lépésével a gyár teljesen a berlini Standard vállalatok fennhatósága alá kerül. Vitéz Kelenfy Károlyt vezérigazgatónak nevezik ki. 1944 tavaszán megkezdődik a nyersanyagok és félkészáruk vidékre szállítása, azonban azok később teljesen megsemmisülnek. A német megszállás után a haditermelés tovább fokozódik. December 26-án egy német alakulat érkezik a gépek felrobbantásának elvégzésére, de az szovjet csapatok közelsége miatt a németek eltávoznak. december 31. – 1945. január 12., éri a gyárat az ostrom. Két gránáttalálat miatt a nyersanyag- és félkészáru raktárak és más helyiségek dőlnek össze.

### Az orosz bevonulás után
1945. január 14 a gyár szovjet katonai parancsnokság alá kerül. Június 24 a Vörös Hadsereg visszaadja a gyárat a vállalatnak. Liebhardt Gyula ügyvezető igazgató. Június 28 Neuhold Kornél alelnök elnökletével megtartják a háború utáni első igazgatósági ülést. A nyár folyamán a szociáldemokraták által támogatott dr. Székely Imre megkísérli korábbi pozícióját visszaszerezni, de ehhez az igazgatóság és a kommunista üzemi bizottság nem járult hozzá. Július néhány nappal az általa vezetett elnökségi ülést követően meghal Neuhold Kornél, a vállalat alelnöke, egykori vezérigazgatója. 1946. április 29 a vállalat közgyűlésén új igazgatótanácsot választanak, Leibhard Gyula vezérigazgatóval az élen. 1948. március 25. Leibhard Gyula vezérigazgató – politikai nyomásra – lemond.
1948: államosítják a gyárat, de két héttel ezután – nemzetközi iparpolitikai megfontolásokból – visszavonják az államosítást. 1949. december 28. a gyárat államosítják. A Nehézipai Minisztérium Bogát Lászlót nevezi ki a vállalat vezetőjének. 1950. március 2. a vállalat új neve: Telefongyár Nemzeti Vállalat, melyet még szeptemberben Telefongyárra egyszerűsítenek. Május Paulich Ferencet nevezik ki vezérigazgatónak, Bogát László műszaki igazgató és vezérigazgató-helyettes lesz. Majd több vezérigazgató váltja egymást, míg Szabó Árpád kinevezésével stabillá válik a vállalat vezetése. 1957 új profilként megkezdődik a Telefongyárban a magnetofon-gyártás. 1968. január 1. a Telefongyár, a Beloianisz Híradástechnikai Gyár (BHG), az Orion Rádió és Villamossági Gyár külkereskedelmük lebonyolítására közös vállalatot alapít Budavox Híradástechnikai Külkereskedelmi Rt. néven.

### A rendszerváltás után
1991 az állami ipar privatizációja során a Siemens megvásárolta a Telefongyár Rt.-t, így jött létre  a Siemens Telefongyár Kft. 2003. július 31. a Siemens Telefongyár Kft., a Siemens Investor Kft és a Siemens Rt. jogi értelemben is egyesült, ezzel maga a Telefongyár név is eltűnt.
A Telefongyár utóélete: Prolan Elektronikai Gyár Kft.
2003-ban, a Siemens beolvadásról szóló döntésekor a Telefongyár elektronikai gyártó egységének egyik fontos vevője, az ipari irányítástechnikával foglalkozó magyar középvállalat, a Prolan Irányítástechnikai Zrt. jelezte vételi szándékát. A Siemens és a Prolan hamar egyezségre jutottak és 2003-tól a tevékenység már az e célra alakult Prolan Elektronikai Gyár Kft. keretei között folytatódhatott, változatlan helyszínen, tevékenységgel, ügyfélkörrel, eszközparkkal és munkatársi gárdával.
A Gizella úti, immáron bérelt területen valósult meg a Prolan saját fejlesztésű vasúti és villamosipari termékpalettájának gyártása. Itt készültek azok a relés vezérlőegységek, amelyek ma már több mint félmillió magyar háztartás villanyóraszekrényében megtalálhatóak (az „éjszakai áram” vagy ún. B tarifa rádiós körvezérlő vevői) és több mint 70 ezer eszköz Németországban is üzembe került. Szintén itt készültek a mozdonyfedélzeti berendezések, amelyek a MÁV és a GYSEV teljes mozdony- és motorvonat flottáján jelenleg is üzemben vannak, illetve a villamosipari transzformátor alállomások adatgyűjtő berendezéseinek, a vasúti forgalomirányítás és -ellenőrzés, valamint a felsővezetéki energiaellátás irányítástechnikai eszközeinek adatkártyái is a Gizella útról kerültek ki.
2022-ben a Prolan Elektronikai Gyár Kft. átköltözött az anyavállalat budakalászi telephelyére. Az új helyszínen, új épületben és gyártócsarnokban a fent említett termékpaletta és további közepes sorozatszámú és nagy komplexitású, kis szériás eszközök gyártása folytatódott.
Figyelemre méltó sorszerűség, hogy a Prolan Irányítástechnikai Zrt. által 2017-2022 között mintegy 50 fejlesztőmérnök folyamatos munkájával megalkotott korszerű biztosítóberendezés, a PRORIS gyártása is a Prolan Elektronikai Gyár Kft. keretei között valósul meg. A történelmi előd Telefongyár működése során mindvégig a hazai vasúti biztosítóberendezési gyártás központjának számított, az új termék gyártásának beindítása így voltaképp visszatérés a gyökerekhez.

## Külső hivatkozások
- Telefongyár
- Nosztalgiarádió
- OSZK
- Haditudósító[halott link]
- Gyártmányok Archiválva 2014. július 27-i dátummal a Wayback Machine-ben